# كاترين دويرتي
إيكاترينا فيودوروفنا كوليشكين دي خايتش دويّرتي (15أغسطس 1896-14 ديسمبر 1985)، عاملة اجتماعية كاثوليكية روسية كندية، ومؤسسة مجتمع مادونا هاوس أبوستوليت. كانت دويّرتي رائدة في مجال العدالة الاجتماعية ومتحدثة وطنية شهيرة، وكانت أيضًا كاتبة نشطة لمئات من المقالات ومؤلفة لأكثر الكتب مبيعًا وزوجة وأم مخلصة. وُضعت مسألة إعلان قداستها بعين الاعتبار من قبل الكنيسة الكاثوليكية.

## حياتها المبكرة
ولدت كاترين دويّرتي في نيجني نوفغورود في الإمبراطورية الروسية. كان والداها، فيودور وإيما طومسون كوليشكين، ينتميان إلى طبقة النبلاء الصغار وكانا أعضاء متدينين في الكنيسة الأرثوذكسية الروسية عمدوا طفلتهم في سان بطرسبرغ في 15 سبتمبر عام 1896. لم تُعمَّد في نفس اليوم الذي ولدت فيه بسبب شعور والدتها بالقلق من احتمال إصابتها بمرض بعد ولادتها في قطار. درست في الخارج بسبب عمل والدها، واطلعت على التعاليم الكاثوليكية بسبب تعليمها المدرسي في الإسكندرية (مصر) حيث أعطت الحكومة والدها الأرستقراطي منصبًا. عادت أسرتها إلى سان بطرسبرغ في عام 1910 حيث التحقت بأكاديمية الأميرة أوبولينسكي المرموقة. تزوجت من ابن عمها الأول في الخامس عشرة من عمرها في عام 1912 ويُدعى بوريس دي خايتش (1889-1947).
أصبحت كاترين دي خايتش ممرضة تابعة للصليب الأحمر في الجبهة عند اندلاع الحرب العالمية الأولى حيث عانت من ويلات المعركة بشكل مباشر. نجت هي وبوريس بالكاد من الاضطراب الذي سببته الثورة الروسية في حياتهما عند عودتها إلى سان بطرسبرغ، إذ كادا أن يتضورا جوعًا حتى الموت كلاجئين في فنلندا. وصلا معًا إلى إنجلترا حيث استُقبلت دويّرتي في الكنيسة الكاثوليكية في 27 نوفمبر عام 1919.
هاجر الزوجان إلى كندا وأنجبا طفلهما الوحيد جورج في تورونتو في عام 1921. عملت في العديد من الوظائف لتحقيق أهدافها، وسافرت في نهاية المطاف عبر الولايات المتحدة ونظمت النقاشات في جولة محاضرات حركة تشوتوكوا.

### منزل الصداقة
ازدهرت حالة دويّرتي ولكنها لم تكن راضية عن حياتها المادية ودخل زواجها حالة من الخراب، وبدأت تشعر بردود نداء أعمق من خلال مقطع ظهر لها في كل مرة فتحت فيها الكتاب المقدس: «قم، واذهب، بِع كل ما لديك من ممتلكات. احمل صليبك واتبعني». بدأت بنشر رسالتها بين الفقراء بالتشاور مع مختلف القساوسة وأسقف الأبرشية.
تخلت عن جميع ممتلكاتها في عام 1932، وعاشت بين العديد من الفقراء في وسط مدينة تورونتو وأنشأت منزل الصداقة مع مطبخ حساء. أعطت الطعام لهم عندما لم يكن لديها ما تأكله، وقدمت التعليم الكاثوليكي والزمالة أيضا. صُنِفت على أنها متعاطفة شيوعية، فحوصِرت من قِبل منظمتها الخاصة، وأُجبرت على إغلاق منزل الصداقة في عام 1936. انتقلت إلى أوروبا وأمضت عامًا في دراسة العمل الكاثوليكي. أعادت إنشاء منزل الصداقة عند عودتها في شارع 34 غرب شارع 135 في هارلم في عام 1937. عمل المركز الخيري العرقي على إلقاء محاضرات وإجراء النقاشات لتعزيز التفاهم العرقي بالإضافة إلى توزيع المؤن على الفقراء.

### مادونا هاوس
نشأت خلافات خطيرة بين موظفي منزل الصداقة ومؤسسته خاصة حول زواجها. انتقلت دويّرتي وزوجها الجديد إدي دويّرتي إلى كومبرمير في أونتاريو في 17 مايو عام 1947 ليتقاعدا عندما تعذر عليهما حل هذه الخلافات. بدأت بالخدمة المجتمعية بعد تعافيها من كل خلافاتها. تشكلت بعد ذلك منظمة ريفية جديدة تدعى مادونا هاوس يبلغ عدد موظفيها الآن حوالي 200 عامل مع 17 منزل تبشيري في جميع أنحاء العالم.

## الوفاة
توفيت كاترين دي خايتش دويّرتي في كومبرمير في 14 ديسمبر عام 1985 عن عمر يناهز 89 عامًا. وافقت الكنيسة الكاثوليكية منذ ذلك الحين على إعلانها قديسة بشكل رسمي.